# Парамонов, Георгий Иович
Георгий Иович Парамонов (1907—?) — сотрудник органов государственной безопасности, заместитель начальника следственной части по особо важным делам МВД СССР, участник репрессий.

## Биография
Русский, с незаконченным средним образованием, член КПСС с 1939 года. Работал в органах ГПУ — НКВД с 1927 года. С 1930 году в ОГПУ Грузинской ССР на должностях помощника уполномоченного, уполномоченного и начальника 8-го (учётного) отделения. В 1936 году начальник отделения IV отдела УГБ НКВД Грузинской ССР. В 1938 году Г. И. Парамонов, в связи с переводом бывшего народного комиссара внутренних дел Грузии С. А. Гоглидзе на работу начальником УНКВД Ленинградской области, по ходатайству последнего был откомандирован в УНКВД Ленинградской области, где в течение 1938—1940 годов работал начальником секретариата, особоуполномоченным и заместителем начальника следственной части УНКВД Ленинградской области. В 1941 году, в связи с назначением С. А. Гоглидзе уполномоченным ЦК ВКП(б) и СНК СССР по Молдавской ССР, Г. И. Парамонов был отозван из УНКВД области и назначен помощником уполномоченного ЦК ВКП(б) и СНК СССР по Молдавской ССР. В конце 1941 года С. А. Гоглидзе получил назначение на должность начальника УНКГБ по Хабаровскому краю, вместе с ним на работу в это управление выехал и Г. И. Парамонов, который в 1942—1949 годах занимал должности: начальников экономического, следственного отделов, заместителя начальника управления по кадрам.
В 1950 году работа Г. И. Парамонова по кадрам на бюро краевого комитета ВКП(б) была признана неудовлетворительной. Однако при содействии и помощи С. А. Гоглидзе, вопреки решению крайкома ВКП(б), Г. И. Парамонов получил положительную характеристику о своей работе и был переведён на должность заместителя начальника УМГБ Горьковской области по кадрам. В марте 1953 года, после назначения Б. З. Кобулова первым заместителем министра внутренних дел СССР, Г. И. Парамонов из Горьковской области был отозван последним на работу в Москву и как доверенное лицо назначен на должность заместителя начальника следственной части по особо важным делам. С 18 марта 1953 по 4 июля 1953 заместитель начальника следственной части по особо важным делам МВД СССР.
На протяжении примерно двух десятков лет участвовал в фальсификации ряда следственных дел, применял незаконные методы следствия.
Арестован по представлению генерального прокурора СССР Р. А. Руденко.